# Georges River
Georges River är ett vattendrag i Australien. Det ligger i delstaten New South Wales, i den sydöstra delen av landet, omkring 25 kilometer sydväst om delstatshuvudstaden Sydney.
Runt Georges River är det i huvudsak tätbebyggt. Runt Georges River är det tätbefolkat, med 636 invånare per kvadratkilometer. Genomsnittlig årsnederbörd är 1 507 millimeter. Den regnigaste månaden är juni, med i genomsnitt 232 mm nederbörd, och den torraste är juli, med 39 mm nederbörd.